# FC Andorra

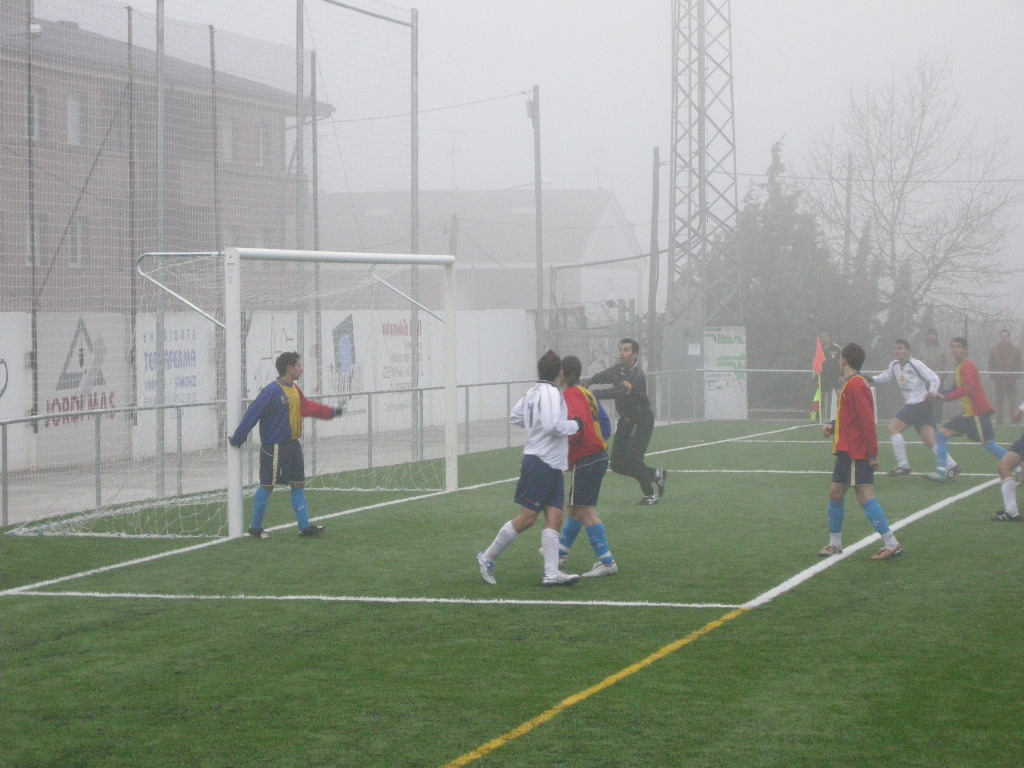
FC Andorra in 2008

Fútbol Club Andorra is een Andorrese voetbalclub uit Andorra la Vella, Andorra. De club komt uit in de Segunda División. Het stadion waar de club in speelt is het Estadi Nacional. De clubkleuren zijn rood, geel en blauw en verwijzen naar de vlag van de dwergstaat.

## Geschiedenis
FC Andorra werd opgericht op 15 oktober 1942. De club speelde reeds vanaf het begin de competities van de Spaanse regio Catalonië. In de clubgeschiedenis kwam FC Andorra meerdere seizoenen uit in de Segunda División B (1981-1986, 1987-1998), de derde Spaanse divisie. In 1989 en 1990 nam de club zelfs deel aan de play-offs voor promotie naar de Segunda División A, zonder succes overigens.
Het grootste succes in de historie van FC Andorra was de winst van de Copa de Catalunya in 1994. In de halve finale werd destijds FC Barcelona met 2-1 verslagen. In de finale won FC Andorra na strafschoppen van RCD Espanyol (4-2), nadat de wedstrijd in 0-0 was geëindigd. In het seizoen 1995/1996 bereikte de club bovendien de zestiende finales van de Copa del Rey na overwinningen op Palamós FC en Getafe CF, waarna uitschakeling door Celta de Vigo volgde.
Later zakte FC Andorra ver af en kwam de club enkele seizoenen uit in de Primera Territorial, de derde amateurdivisie van Catalonië en de zevende Spaanse divisie. Sinds 2015 speelt FC Andorra in de Primera Divisió. In december 2018 werd de club gekocht door de Kosmos Holding Group van Gerard Piqué, speler van FC Barcelona en het Spaans nationaal elftal. Voormalig FC Barcelona-spelers Gabri García en Albert Jorquera werden aangesteld als trainers. Adrià Vilanova, zoon van voormalig FC Barcelona-trainer Tito Vilanova, en Martí Riverola, voormalig speler van onder meer FC Barcelona en Vitesse, waren twee van de nieuwe spelers.
In het seizoen 2018/19 werd de promotie naar de Tercera División sportief afgedwongen. In de zomer van 2019 werd echter opnieuw gepromoveerd naar de Spaanse derde klasse ofwel de Segunda División B, nadat CF Reus Deportiu wegens betalingsachterstanden in deze competitie niet meer aan een licentie kon voldoen. Er waren verschillende clubs geïnteresseerd om de weggevallen plaats over te nemen, maar na het betalen van een afkoopsom van 452.000 euro werd de licentie toegewezen aan FC Andorra dat hierdoor vanaf het seizoen 2019/20 zou aantreden in Segunda División B.
In 2022 werd voor het eerst promotie bewerkstelligd naar de Segunda División A.
Op 26 mei 2024 degradeerde de ploeg naar de derde divisie, na een verblijf van twee jaar in de Segunda División, na een 0-3 nederlaag tegen Real Oviedo.

Het volgende seizoen werd dit ongedaan gemaakt door winst in de eindronde tegen SD Ponferradina.

## Erelijst
- Primera Catalana

2019
- Copa de Catalunya

1994, 2023

## Eindklasseringen
- 1964 11e
2e regionaal
- 1965 11e
2e regionaal
- 1966 14e
1e regionaal
- 1967 3e
1e regionaal
- 1968 5e
1e regionaal
- 1969 4e
1e regionaal
- 1970 20e
1e regionaal
- 1971 1e
2e regionaal
- 1972 4e
1e regionaal
- 1973 11e
1e regionaal
- 1974 15e
1e regionaal
- 1975 7e
1e regionaal
- 1976 9e
1e regionaal
- 1977 9e
1e regionaal
- 1978 4e
Tercera División
- 1979 5e
Tercera División
- 1980 1e
Tercera División
- 1981 11e
Segunda División B
- 1982 8e
Segunda División B
- 1983 8e
Segunda División B
- 1984 10e
Segunda División B
- 1985 9e
Segunda División B
- 1986 15e
Segunda División B
- 1987 3e
Tercera División
- 1988 13e
Segunda División B
- 1989 2e
Segunda División B
- 1990 4e
Segunda División B
- 1991 8e
Segunda División B
- 1992 6e
Segunda División B
- 1993 10e
Segunda División B
- 1994 14e
Segunda División B
- 1995 7e
Segunda División B
- 1996 9e
Segunda División B
- 1997 6e
Segunda División B
- 1998 20e
Segunda División B
- 1999 17e
Tercera División
- 2000 18e
1e regionaal
- 2001 3e
1e regionaal
- 2002 20e
Tercera División
- 2003 19e
1e regionaal
- 2004 18e
2e regionaal
- 2005 8e
3e regionaal
- 2006 2e
3e regionaal
- 2007 12e
3e regionaal
- 2008 8e
3e regionaal
- 2009 5e
3e regionaal
- 2010 5e
3e regionaal
- 2011 2e
3e regionaal
- 2012 2e
2e regionaal
- 2013 8e
1e regionaal
- 2014 16e
1e regionaal
- 2015 1e
2e regionaal
- 2016 8e
1e regionaal
- 2017 3e
1e regionaal
- 2018 9e
1e regionaal
- 2019 1e
1e regionaal
- 2020 9e
Segunda División B
- 2021 3e
Segunda División B
- 2022 1e
Primera Federación
- 2023 7e
Segunda División
- 2024 21e
Segunda División
- 2025 4e
Primera Federación

- Segunda División
- Primera Federación
- Segunda División B
- Tercera Federación
- 1e regionaal
- 2e regionaal
- 3e regionaal

## Bekende spelers
- Koldo Álvarez
- Ildefons Lima
- Jesús Lucendo
- Óscar Sonejee
- Martí Riverola
- Adrià Vilanova
- Francisco Martos

## Bekende trainers
- Gabri García